# 出雲西高等学校
出雲西高等学校（いずもにしこうとうがっこう、Izumo-Nishi High School）は、島根県出雲市下古志町にある私立高等学校。学校法人永島学園が運営している。

## 歴史
- 1954年4月1日 - 出雲高等経理学校として開校。
- 1962年 - （私立）出雲商業高等学校に改称。
- 1969年 - 出雲西高等学校に改称。

## 姉妹校
- 学校法人永島学園
  - 松江西高等学校（島根県松江市）
- 学校法人益田永島学園
  - 明誠高等学校（島根県益田市）
- 学校法人米子永島学園
  - 米子松蔭高等学校（鳥取県米子市）

## 部活動
運動部
- 野球部
2018年12月より元プロ野球選手の野中徹博が監督を務めている。
- 卓球部
- バレーボール部
- 柔道部
- 剣道部
- サッカー部
- 陸上部
- バスケットボール部
- テニス部
- ゲートボール部
- 応援部
- 水泳同好会
- 空手同好会
- ボクシング同好会

文化部
- インターアクトクラブ
- 吹奏楽部
- 放送部
- 図書部
- 文芸部
- 写真部
- 美術部
- 書道部
- コンピュータ部
- 簿記部
- チャリティショップ同好会
- 茶道部
- 軽音楽同好会

## 卒業生
- 松尾幸政（野球選手。近鉄。唯一の隠岐出身プロ野球選手）
- 三井康浩（野球選手。巨人。巨人では後にスコアラーとして名を馳せる）

## 著名な教職員・関係者
- 石飛文太（野球部元コーチ）
- 野中徹博（野球部監督）